# 汤涛 (政治人物)
汤涛（1962年7月—），湖北英山人，中华人民共和国政治人物。中国共产党第十七届、十八届中央委员会候补委员。

## 生平
汤涛是宜昌市高等工业专科班（现三峡大学）毕业，武汉理工大学产业经济学专业在职研究生学历。1984年10月加入中国共产党。历任共青团宜昌市委副书记、书记，宜昌市政府办公室主任，共青团湖北省委副书记，中共恩施州委副书记、组织部部长，共青团湖北省委书记，中共鄂州市委副书记、市长，恩施州委书记、州人大常委会主任等职。2007年6月，获任中共湖北省委常委，次年8月兼任副省长。2009年6月调任山西省委常委、组织部部长。2014年山西官场地震，多名省级高官被查，汤涛未汲及其中，于9月上旬，转任人力资源和社会保障部副部长。2023年3月到龄退休。